# Chapter One: Greatest Hits
Chapter One: Greatest Hits è un album discografico di raccolta del rapper statunitense Jay-Z, pubblicato nel 2002.

## Tracce
1. Hard Knock Life (The Ghetto Antherm) (Radio Edit)
2. Wishing on a Star (Radio Edit) - feat. Gwen Dickey
3. (Always By Me) Sunshine (Radio Edit) - feat. Foxy Brown
4. The City Is Mine - feat. Blackstreet
5. Can't Knock the Hustle (Radio Edit) - feat. Mary J. Blige
6. Ain't No Nigga - feat. Foxy Brown
7. Imaginary Player
8. Money Ain't a Thang - feat. Jermaine Dupri
9. Can I Get a... - feat. Amil & Ja Rule
10. Streets Is Watching
11. Money, Cash, Hoes - feat. DMX
12. I Know What Girls Like (Fly Girly Dub) - feat. Lil' Kim & Puff Daddy
13. Feelin' It - feat. Mecca
14. Dead Presidents II
15. Wishing on a Star (D'Influence Remix) - feat. Gwen Dickey
16. Can't Knock the Hustle (Fool's Paradise Remix) - feat. Meli'sa Morgan
17. Ain't No Nigga (Rae & Christian Mix) - feat. Foxy Brown